# Dawuhan (Wanayasa)
Dawuhan is een bestuurslaag in het regentschap Banjarnegara van de provincie Midden-Java, Indonesië. Dawuhan telt 1700 inwoners (volkstelling 2010).